# 2008–2009-es szlovák labdarúgó-bajnokság (első osztály)
A 2008–2009-es szlovák nemzeti labdarúgó-bajnokság első osztálya (hivatalos nevén: Corgoň Liga 2008–09) tizenkét csapat részvételével rajtolt. A címvédő Artmedia Bratislava nem tudta megvédeni bajnoki címét, a bajnokság győztese az ŠK Slovan Bratislava csapata lett. A gólkirály 18 góllal Pavol Masaryk lett, az ŠK Slovan Bratislava játékosa.

## A bajnokság csapatai
| Csapat                      | Stadion                               | Férőhely |
| --------------------------- | ------------------------------------- | -------- |
| ŠK Slovan Bratislava        | Tehelné pole                          | 30 085   |
| FC Spartak Trnava           | Štadión Antona Malatinského           | 18 448   |
| FC DAC 1904 Dunajská Streda | Mestský štadión - DAC Dunajská Streda | 16 410   |
| 1. FC Tatran Prešov         | Tatran Štadión                        | 14 000   |
| MŠK Žilina                  | Stadium Pod Dubňom                    | 13 000   |
| FC Nitra                    | Štadión pod Zoborom                   | 11 384   |
| FK Dukla Banská Bystrica    | SNP Stadium                           | 10 000   |
| MFK Košice                  | Štadión Lokomotívy v Čermeli          | 9600     |
| FC Artmedia Petržalka       | Štadión Petržalka                     | 9500     |
| MFK Dubnica nad Vahom       | Štadión Zimný                         | 5450     |
| MFK Ružomberok              | Štadión MFK Ružomberok                | 4817     |
| ViOn Zlaté Moravce          | Štadión FC ViOn                       | 4000     |

## Végeredmény
| #   | Csapat                    | M  | GY | D  | V  | G+ – G– | GK  | P  | Megjegyzések                                   |
| --- | ------------------------- | -- | -- | -- | -- | ------- | --- | -- | ---------------------------------------------- |
| 1.  | Slovan Bratislava         | 33 | 21 | 7  | 5  | 69–25   | +44 | 70 | 2009–2010-es Bajnokok Ligája – 2. selejtezőkör |
| 2.  | MŠK Žilina                | 33 | 18 | 8  | 7  | 56–26   | +30 | 62 | 2009–2010-es Európa-liga – 2. selejtezőkör     |
| 3.  | Spartak Trnava            | 33 | 15 | 10 | 8  | 45–38   | +7  | 55 | 2009–2010-es Európa-liga – 1. selejtezőkör     |
| 4.  | MFK Košice                | 33 | 14 | 10 | 9  | 48–42   | +6  | 52 | 2010–2011-es Európa-liga – 3. selejtezőkör     |
| 5.  | MFK Ružomberok            | 33 | 12 | 11 | 10 | 48–34   | +14 | 47 |                                                |
| 6.  | Artmedia PetržalkaCV      | 33 | 12 | 11 | 10 | 50–38   | +12 | 47 |                                                |
| 7.  | 1. FC Tatran Prešov       | 33 | 10 | 11 | 12 | 40–50   | −10 | 41 |                                                |
| 8.  | MFK Dubnica nad Vahom     | 33 | 10 | 7  | 16 | 43–49   | −6  | 37 |                                                |
| 9.  | DAC 1904 Dunajská StredaÚ | 33 | 9  | 9  | 15 | 32–59   | −27 | 36 |                                                |
| 10. | Dukla Banská Bystrica     | 33 | 9  | 8  | 16 | 30–39   | −9  | 35 |                                                |
| 11. | Nitra                     | 33 | 9  | 8  | 16 | 34–53   | −19 | 35 |                                                |
| 12. | ViOn Zlaté Moravce        | 33 | 5  | 8  | 20 | 21–63   | −42 | 23 |                                                |

Forrás: rsssf.com 
A rangsorolás alapszabályai: 1. összpontszám, 2. győzelmek száma, 3. gólkülönbség, 4. szerzett gólok száma, 5. egymás elleni eredmények összpontszáma,  6. egymás elleni eredmények gólkülönbsége, 7. egymás elleni eredmények szerzett góljainak száma, 8. egymás elleni eredmények idegenben szerzett góljainak száma.
Az MFK Košice kupagyőztesként indulhatott az Európa-liga második selejtezőkörében.
(B): Bajnokcsapat, (K): Kieső csapat, (F): Feljutó csapat, (I): Kupainduló, (R): A rájátszás győztese, (KGY): Kupagyőztes

## Külső hivatkozások
- A bajnokság honlapja